# Arboridia salka
Arboridia salka är en insektsart som beskrevs av Irena Dworakowska 1994. Arboridia salka ingår i släktet Arboridia och familjen dvärgstritar. Inga underarter finns listade i Catalogue of Life.